# Tiberguent
Tiberguent là một đô thị thuộc tỉnh Mila, Algérie. Dân số thời điểm năm 2002 là 8.286 người.